# Flugplatz Salzgitter-Schäferstuhl

i7
i11
i13

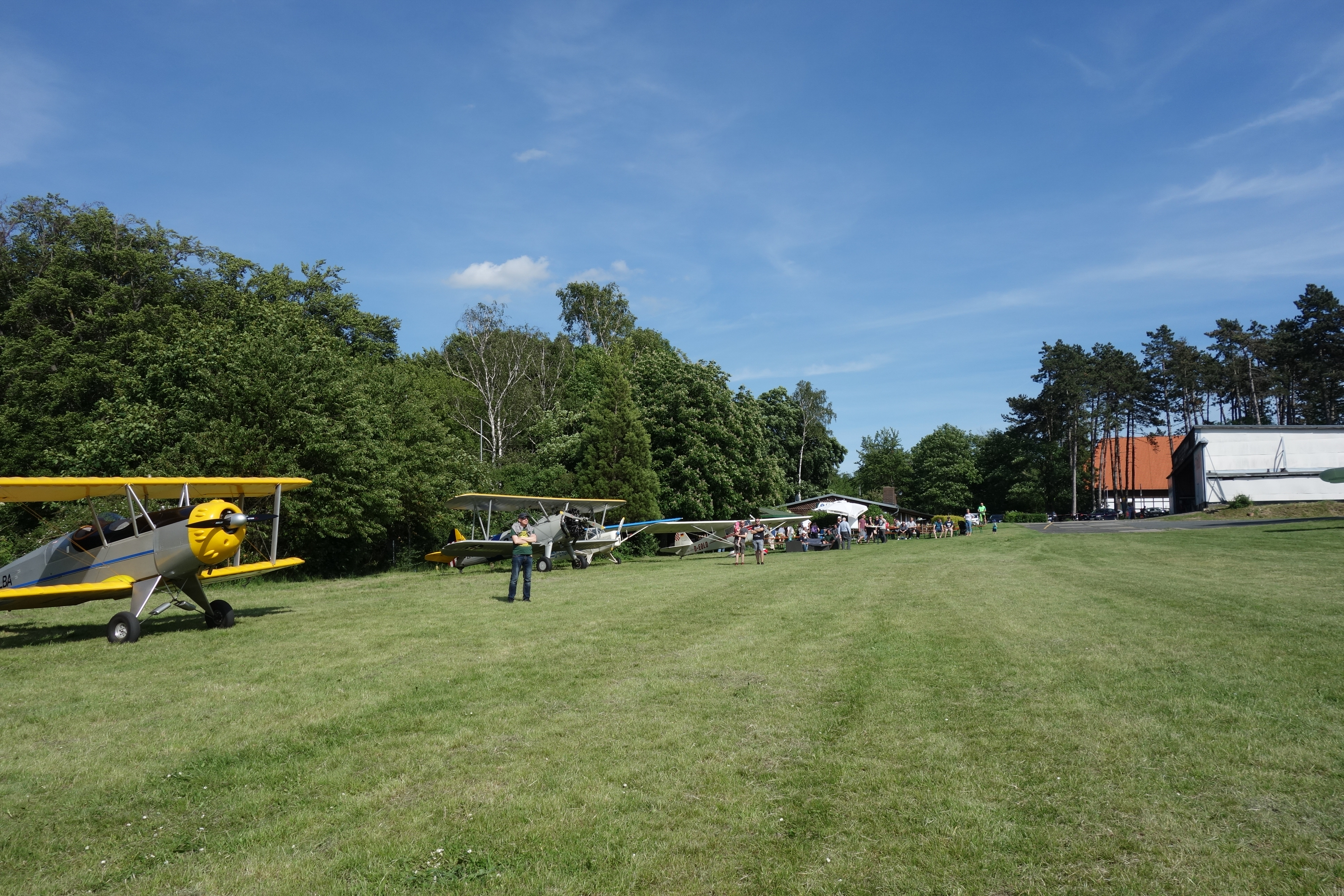
Flugplatz Salzgitter-Schäferstuhl während des Fly-Inn am 1. Juni 2019

Der Flugplatz Salzgitter-Schäferstuhl (ICAO-Code: EDVJ) ist ein Sonderlandeplatz in der Nähe von Salzgitter-Gitter. Er verfügt über eine 950 Meter lange und 50 Meter breite Graspiste und ist für Segelflugzeuge, Motorsegler, Ultraleichtflugzeuge und Motorflugzeuge mit einem Höchstabfluggewicht von bis zu zwei Tonnen zugelassen.

## Geschichte
Das Gelände am Schäferstuhl war bereits Anfang der 1930er Jahre für den Segelflugbetrieb entdeckt worden. Seit 1932 wurden auf dem Gelände Flugschulungen durchgeführt. Die Flughafengesellschaft Braunschweig-Waggum erwarb das Gelände im September 1935 und bis 1938 wurden die für den Flug- und Schulbetrieb notwendigen Gebäude, wie Hauptgebäude, Flughalle, Werkstätten und Garagen, errichtet. Die Segelflugschule ging 1938 in den Besitz des Nationalsozialistischen Fliegercorps (NSFK) über. Bis zum Ende des Zweiten Weltkriegs wurde die Schule von der Gruppe 9 (Gruppe Weser-Elbe) des NSFK und der Flieger-HJ genutzt.
Nach dem Krieg wurde der Flugbetrieb am Schäferstuhl erst 1952 wieder zugelassen. Zu dieser Zeit hatte sich schon der Aero-Club Salzgitter gegründet, der Vorgänger der heutigen Luftsportgemeinschaft Schäferstuhl e. V., die seitdem den Flugplatz betreibt. Anfänglich standen den Fliegern nur einige Feldwege längs und quer des Hanges als Start- und Landebahnen zur Verfügung. Die erste Schlucht, die den Hang quer durchschnitt, wurde 1959 aufgefüllt. Erst mit der Verfüllung der zweiten Querschlucht im Jahr 1966 und dem Kauf weiterer Landstücke erhielt der Flugplatz seine heutige Ausdehnung. Die große Flugzeughalle wurde 1979 gebaut, im gleichen Jahr wurde auf dem Plateau am Südwestrand des Platzes das Gebäude für die Flugleitung fertiggestellt.